# Er steht einfach nicht auf Dich
Er steht einfach nicht auf Dich (Originaltitel: He’s Just Not That Into You) ist eine episodische Beziehungskomödie aus dem Jahr 2009 von Regisseur Ken Kwapis.

## Handlung
Der Film handelt von Singles und Pärchen in Baltimore (USA), die mit den Problemen beim Kennenlernen, Zusammenziehen, während einer Beziehung und auch dem Fremdgehen zu kämpfen haben. Einige Hauptdarsteller kennen sich untereinander, jedoch kommen sie nie in größerer Gruppe zusammen.
Die Titelaussage Er steht einfach nicht auf Dich wird mit einigen eingeblendeten Antworten erläutert, die von Personen kommentiert werden, die ansonsten im Film keine Rolle spielen.
- … wenn er nicht anruft.
- … wenn er dich nicht heiratet.
- … wenn sie nicht mit dir schläft.
- … wenn er mit einer anderen schläft.

Zu Beginn hat Gigi ein Date mit dem Immobilienmakler Conor, doch dieser ruft sie danach nicht mehr an. Sie will ihn aber treffen und geht in die Bar, in die er häufiger auch geht. Doch der Inhaber Alex macht ihr klar, dass ein Mann von einer Frau nichts mehr wissen will, wenn er sich nicht meldet. Wenn er etwas will, dann wird er sich auf jeden Fall darum bemühen. Gigi verabredet sich dann mit einem anderen Mann und holt sich Rat bei Alex. Dies passiert gerade in einer Situation, als er auch mit einer Frau zugange ist, aber dennoch Gigis Anruf ausführlich beantwortet.
Conor möchte eine Beziehung mit Anna, mit der er mal einen One-Night-Stand hatte und die ihn seitdem hinhält. Doch Anna hält nichts von festen Beziehungen und lässt sich auf eine Affäre mit dem verheirateten Ben ein. Bens Ehe steht unter keinem guten Stern, weil seine Frau Janine ihm vor Jahren nur die Wahl zwischen Ehe und Trennung gelassen hat. Er kam also gezwungenermaßen in die Ehe. Die Renovierung der Wohnung stresst Janine; obendrein findet sie Zigaretten in der Wohnung. Ihr Vater litt an Lungenkrebs und so stellt sie Ben zur Rede. Dieser streitet ab und schiebt es auf die Handwerker.
Bens bester Freund Neil ist seit sieben Jahren mit Beth zusammen, doch er denkt nicht ans Heiraten. Beth setzt ihn unter Druck, doch als er immer noch nicht will, setzt sie ihn vor die Tür. Beths Schwester heiratet, doch ihr Vater erleidet bei der Feier einen Herzinfarkt. Die neue Familie kümmert sich nicht um den kranken Mann, doch da taucht Neil wieder auf und hilft Beth bei der Pflege. Beth beschließt daraufhin, dass sie auch ohne Trauschein mit Neil glücklich werden kann. Schließlich hat er sich umentschieden und macht Beth einen Heiratsantrag.
Anna beendet die Beziehung zu Ben, als dieser versucht, seine Ehe zu retten, und flieht zu Conor. Kurz darauf findet Janine in Bens persönlichen Sachen die Zigaretten und entlarvt ihn als Lügner. Sie packt seine Sachen abholbereit zusammen und verlangt die Scheidung.
Conor hat über Myspace Kontakt mit der Anzeigenverkäuferin Mary, die von ihren schwulen Kollegen in Beziehungsdingen beraten wird. MySpace sei nach deren Meinung aber nur für One-Night-Stands geeignet. Mary arrangiert eine Werbeanzeige für Conors Makleragentur in ihrer Zeitschrift. Als Conor Anna anbietet, ihre Beziehung auf feste Beine zu stellen und zusammenzuziehen, lehnt diese ab, und die beiden trennen sich. Als Conor und Mary sich zufällig von Angesicht zu Angesicht treffen, funkt es bei ihnen.
Alex arrangiert für Gigi ein Date mit seinem Freund Bill, doch als das Date platzt und Alex auftaucht, glaubt Gigi, dass dieser alles geplant hat und sie will. Auf einer von ihm organisierten Party soll sie ihm helfen, was ihre Ansicht bestätigt. So wirft sie sich ihm am Ende, als alle Gäste gegangen sind, an den Hals, doch dieser weist sie von sich. Doch schon bald zeigt Alex tatsächlich Symptome des Verliebtseins und wird sogar von seinen Mitarbeitern darauf angesprochen. Nach einem nun tatsächlichen Date mit Bill tritt Alex noch einmal auf Gigis Schwelle, doch sie will ihn rausschmeißen. Dennoch überredet er sie, dass sie es miteinander versuchen sollten.

## Musik
(Quelle: )
1. „I'd Like To“ – Corinne Bailey Rae (4:06)
2. „I'm Amazed“ – My Morning Jacket (4:34)
3. „Don’t You Want Me“ – The Human League (3:57)
4. „Supernatural Superserious“ – R.E.M. (3:24)
5. „Madly“ – Tristan Prettyman (3:18)
6. „This Must Be the Place (Naive Melody)“ – Talking Heads (4:55)
7. „By Your Side“ – The Black Crowes (4:29)
8. „Buscando Olvidar“ – Alfred Gómez Jr. (3:48)
9. „I Must Be High“ – Wilco (2:59)
10. „Sweet Sixteen Bars“ – Michael Pewny and Torsten Zwingenberger (3:06)
11. „You Make It Real“ – James Morrison (3:32)
12. „If I Never See Your Face Again“ – Maroon 5 (3:19)
13. „Can't Hardly Wait“ – The Replacements (3:04)
14. „Fruit Machine“ – The Ting Tings (2:53)
15. „Smile“ – Lily Allen (3:15)
16. „Somewhere Only We Know“ – Keane (3:57)
17. „Love, Save the Empty“ – Erin McCarley (3:17)
18. „Friday I'm in Love“ – The Cure (3:35)
19. „Last Goodbye“ – Scarlett Johansson (2:32)
20. „He's Into Me“ – Cliff Eidelman (2:24)

## Hintergrund
- Das Drehbuch des Films basiert auf dem Selbsthilfebuch He’s Just Not That Into You – The No-Excuses Truth to Understanding Guys (deutscher Buchtitel: Er steht einfach nicht auf dich: Warum Frauen nie verstehen wollen, was Männer wirklich meinen) von Greg Behrendt und Liz Tuccillo. Das Buch wiederum wurde von einer Episode der Fernsehserie Sex and the City inspiriert (Episode 78: Pick-a-Little, Talk-a-Little; deutscher Episodentitel: Reden ist Silber …).
- Es wurden Szenen mit Theresa Russell in der Rolle von Annas Mutter gedreht, welche nicht in die Endfassung des Films übernommen wurden, jedoch auf der DVD als nichtverwendete Szenen zu sehen sind.

## Kritiken
- Das Lexikon des internationalen Films schreibt: „Ensemble-Film um Irrungen und Wirrungen bei der Suche nach dem oder der Richtigen, bei der sich die Schicksale einer Reihe prominent besetzter Protagonisten kreuzen. Episodisch angelegte Komödie, deren Inszenierung es an Tiefgang und Originalität mangelt. Bekannte Komödienklischees werden überstrapaziert, die Handlung entwickelt sich allzu vorhersehbar. Bemerkenswert sind einzig einzelne Leistungen der versierten Darstellerinnen.“[3]

- Julia Evers schrieb am 14. Februar 2009 in den OÖN, dass der Film einen illustren Cast aufweise, der durch Dating-Weisheiten und Geschlechter-Wahrheiten flattere, was förmlich nach Mädchen-Vergnügen rieche. Allerdings würden nach ein paar herrlichen Dialogen unmotiviert aufgesetzte Episoden-Happy-Ends in diesem Fall die Hollywood-Regel beweisen und nicht die unvergessliche Ausnahme.

- Christina Krisch schrieb am 12. Februar 2009 in der Kronen Zeitung, dass der Film ein routiniert in Szene gesetztes Beziehungstohuwabohu sei, welches mit attraktiver Starbesetzung punkten könne, sich jedoch in den einzelnen Eskapaden etwas verzettle und in der deutschen Fassung den englischen Wortwitz vermissen lasse.